# 數碼中間片
數碼中間片（英文Digital Intermediate，簡稱DI）形容電影數碼化，及處理其色彩和影像特性的過程，現時通常作為電影製作中最重要的一環。它有別於過帶（Telecine）程序，過帶指底片掃描及色彩處理後作錄像及電視發行。數碼中間片亦提供了比過帶程序更高解析度及更精確的色彩，而且是全程數碼化，沒有模擬失真所帶來的問題。
雖然數碼中間片本來只描述底片掃描及記錄過程，但亦涉及色彩調整（或調光）及製作原版母帶，甚至適用於以數碼形式拍攝及/或非以底片發行。這是由於數碼拍攝及數碼放映的科技進步或勝過以底片拍攝或放映。
在傳統光化學沖印程序中，中間片印自原攝影底片（OCN），然後大量印製拷貝正片作戲院發行。色彩調整以不同份量的三原色作曝光來達成。數碼中間片流行的其中一個重要技術成就，是可以以查找表來預計一旦印在普通拷貝正片後數碼影像的效果。數碼中間片設備通常提供影像投映在同一銀幕上，以確保過程中的精確調整。
數碼中間片程序以數碼工具作色彩調整，可以在影像中的獨立色彩及區域作更細微的控制，及控制影像結構（如微粒、銳利度等）。中間片就以底片記錄器 (Film recorder) 印製影像。實體中間片記錄了數碼中間片的影像，以中間負片作材料，微粒比以OCN固有地更精細。
數碼中間片流行的其中一個重要技術成就，是可以以查找表來預計一旦印在普通拷貝正片後數碼影像的效果。數碼中間片設備通常提供影像投映在同一銀幕上，以確保過程中的精確調整。
從數碼中間片處理過程中，可以製成數碼母帶 (digital master)，可以非常穩定地在黑白底片上分別記錄着黃色、青色及洋紅色資訊，庫存可達一百年或以上。同時數碼母帶常用作符合DCI規格的檔案來源，作為數碼放映之用。

## 歷史
以往膠轉磁 (Telecine) 工具是將底片影像電子化的器材，作為電視廣播。但得出的影像，通常不適合轉錄回在底片上作影院放映。自1970年代初，以及1980年代後期至1990年代早期的技術進步，高質素的底片掃描器及記錄器，得出的影像可以和原底片互相剪接。在這時，一部長片要作全數碼化處理，是非常不實際的。因底片掃描器及記錄器的速度非常慢，以及得出的影像檔案非常大，為當時電腦運算能力不能承受的。反而，單獨鏡頭或短場面的數碼化工序，常作視覺特效處理用。
直至1992年，視覺特效總監Chris F. Woods突破了當時的技術限制，建立了數碼專門工場來作電影《超級瑪利奧兄弟》(Super Mario Bros，1993年) 的視覺特效。此片是第一部以2K解像度，把超過700個特效鏡頭全面數碼化。此片也是第一部影片於柯達剛在荷里活營運的Cinesite公司作底片掃描及回錄。這工場將此片作為第一部使用Discreet Logic (即現時的Autodesk) 的Flame及Inferno系統，屬早期的高解像度及高效能的數碼合成系統。
自此，數碼式視覺特效合成快速地為業界採用，傳統的光學印片機式的視覺特效很快沒落及被淘汰。另一名視覺特效總監Chris Watts，在之後1998年電影《一人有一點顏色》(Pleasantville) 中，革命性地由底片掃描、影像處理至最後回錄，把全片數碼化，成為荷里活第一部全數碼處理的真人電影。
至於第一部全面應用數碼中間片處理的荷里活電影，則是2000年的電影《逃獄三王》 (O Brother, Where Art Thou?)，以及同年歐洲製作的《咪走雞》(Chicken Run，台譯落跑雞)。
數碼中間片工序自2000年代中期開始流行起來。截至2005年約50%，以至2007年約70%的荷里活電影，皆以數碼中間片作處理。這因為不只是實踐創意的額外選項，更甚的是用作高解像度色彩調整，以作數碼影院發行。

## 里程碑
- 1990年 - 迪士尼電影《神勇敢死隊》 (The Rescuers Down Under) - 第一部完全由數碼檔案記錄至底片的長篇電影。此動畫電影以使用迪士尼及彼思開發的CAPS系統的電腦製作。
- 1993年 - 迪士尼電影《雪姑七友》（數碼修復） (Snow White and the Seven Dwarfs) - 第一部完全掃描至數碼檔案、處理及記錄回底片的電影。該數碼修復工程使用Cineon系統，以4K解析度（即影像寬4096像素）及10位元色深作完成處理，包括數碼式除塵、除刮痕，及還原已褪去的色彩。
- 1998年 - 美國電影《一人有一點顏色》 (Pleasantville) - 第一部電影大部分以數碼方式掃描、處理及記錄。電影中黑白世界遇上彩色世界的描述，全以彩色拍攝，及以數碼方式選擇性把畫面反飽和化及調整對比。
- 2000年 - 美國電影《逃獄三王》（港譯） (O Brother, Where Art Thou?) - 數碼中間片的第一次完全應用在首輪荷里活電影，含少量視覺特技。此片由柯達在美國洛杉磯開設的Cinesite公司作數碼中間片，利用Spirit Datacine系統以2K解析度（即影像寬2048像素）掃描，以Pandora MegaDef調色，及以柯達Lightning II記錄器輸出至底片。
- 2004年 - 美國電影《蜘蛛俠2》 (Spider-Man 2) - 第一部數碼中間片以4K解析度應用的荷里活電影，全部過程由美國沖印公司DeLuxe開設的EFilm公司負責，大部分以2K解析度製作的視覺特效均增線至4K解析度。
- 2008年 - 美國電影《天地玄黄》 - 第一部從65mm底片以8K解析度生成的數碼中間片（由美國FotoKem沖印公司負責），用作70mm拷貝印製，及DVD、藍光影碟發行。每格影像耗時12至13秒掃描，生成30 TB大的數據，以超過三星期時間完成[2]。

## 軟件、硬件製造商
- ARRI - 底片掃描器及記錄器，產品有Arrilaser及Arriscan
- Autodesk - Discreet Lustre數碼中間片軟件製造商
- Celco - 底片記錄器
- Grass Valley - 底片掃描器
- Cintel - 底片掃描器
- DaVinci Systems - 底片掃描器及色彩校正系統
- Filmlight - 底片掃描器及色彩校正系統
- Lasergraphics - 底片掃描器及記錄器
- DVS (Digital Video Systems inc.)
- Quantel - 數碼中間片軟件製造商，開發有iQ、Pablo等產品
- MTI - 數碼中間片軟、硬件製造商

## 數碼中間片在東南亞地區的應用

### 香港
根據香港電影特效公司FATface Productions創辦人高輝先生所述，2004年香港電影大城小事全片在泰國Oriental Post使用數碼處理。以後約70%的港產片也在Oriental Post作數碼中間片處理。
現時，香港有不少後期製作公司也提供了與數碼中間片相關的製作設備，如：
- Post Production Office Limited
- 先濤數碼企画有限公司
- 中國星製作服務有限公司
- 邵氏兄弟香港
- 香港天極製作

等等。

### 日本
- 東京現像所
- Imagica
- L'espace Vision
- 東映Labo Tech

### 台灣
- 台北影業
- 現代電影沖印 （页面存档备份，存于）

### 泰國
- Oriental Post

約70%香港電影均由此公司製作數碼中間片。
- Postique（與Oriental Post合作）
- The Post Bangkok

## 另見
- 視覺特效
- 色彩校正
- 膠轉磁